# Serguéi Posdeyev
Serguéi Posdeyev es un deportista soviético que compitió en remo. Ganó dos medallas de plata en el Campeonato Mundial de Remo, en los años 1974 y 1975.

## Palmarés internacional
| Campeonato Mundial | Campeonato Mundial       | Campeonato Mundial | Campeonato Mundial |
| Año                | Lugar                    | Medalla            | Prueba             |
| ------------------ | ------------------------ | ------------------ | ------------------ |
| 1974               | Lucerna (Suiza)          | Medalla de plata   | Cuatro sin timonel |
| 1975               | Nottingham (Reino Unido) | Medalla de plata   | Cuatro sin timonel |